# Listă de filme de acțiune din anii 2000
Aceasta este o listă de liste de filme de acțiune din anii 2000:
- Listă de filme de acțiune din 2000
- Listă de filme de acțiune din 2001
- Listă de filme de acțiune din 2002
- Listă de filme de acțiune din 2003
- Listă de filme de acțiune din 2004
- Listă de filme de acțiune din 2005
- Listă de filme de acțiune din 2006
- Listă de filme de acțiune din 2007
- Listă de filme de acțiune din 2008
- Listă de filme de acțiune din 2009